# Cymus luridus
Cymus luridus är en insektsart som beskrevs av Carl Stål 1874. Cymus luridus ingår i släktet Cymus och familjen Cymidae. Inga underarter finns listade i Catalogue of Life.